# Julian Euell
Julian Thomas Euell (* 23. Mai 1929 in New York; † 3. Juni 2019) war ein US-amerikanischer Bassist des Modern Jazz und Soziologe.

## Leben und Wirken
Julian Euell begann 1944 Bass zu spielen, war 1945 bis 1947 zur US-Army eingezogen und spielte danach mit Sonny Rollins und Jackie McLean. Von 1949 bis 1952 war er nicht musikalisch tätig, sondern arbeitete auf der Post. Euell studierte 1951–54 an der New York University und 1954–55 an der Columbia University Soziologie (Bachelor 1955). Daneben studierte er an der Juilliard School bei Fred Zimmerman Kontrabass. Ab 1952 spielte er bei Elmo Hope, mit Benny Harris (1952–53), Charles Mingus (1953), Charlie Rouse (1953–54), Joe Roland (1955), Freddie Redd (1956), Gigi Gryce (1956–57), Phineas Newborn und John Coltrane (1957), danach zeitweise mit Mal Waldron (1958–59), Randy Weston (1959), Abbey Lincoln (1959 bis 1960), Little Brother Montgomery und John Handy (1962). Zwischen 1962 und 1966 war er Director of Arts and Cultural Programme bei Haryou-Act in Harlem, wo er Konzerte mit Kenny Dorham und Jackie McLean veranstaltete. Bis 1968 spielte er Jazz. Im Bereich des Jazz war er laut Tom Lord zwischen 1956 und 1964 an 14 Aufnahmesessions beteiligt.
Anschließend absolvierte Euell ein Aufbaustudium an der George Washington University (Ph.D. in American Studies 1973). Dann arbeitete er bis 1982 als Assistant Secretary for Public Service am Smithsonian Institute, um dann Leiter der Wissenschaft- und Kunstabteilung am Oakland Museum of California (bis 1988) zu werden und anschließend das Louis Armstrong House (bis 1995) zu leiten. Ab 1986 spielte er wieder und trat unter anderem mit Larry Willis und mit Ellis Larkins auf. Gemeinsam mit Hall Overton führte er Workshops durch.
Stilistisch zeichnete er sich dadurch aus, dass er häufig eine Nuance vor dem Beat spielte, was den Eindruck vermittelt, das Tempo würde ständig angezogen.
Sein Sohn Julian lehrt in Ithaca Soziologie.

## Auswahldiskographie
- John Coltrane: Cattin´ With Coltrane and Quinichette (Prestige/OJC, 1957)
- Mal Waldron: Mal-2 (OJC, 1957)
- Mal Waldron & John Coltrane: Wheelin´ (Prestige/OJC, 1957)
- Gigi Gryce: The Rat Race Blues (OJC, 1960)

## Lexikalischer Eintrag
- Richard Cook, Brian Morton: The Penguin Guide to Jazz on CD, LP and Cassette. 2. Auflage. Penguin, London 1994, ISBN 0-14-017949-6.
- Richard Cook, Brian Morton: The Penguin Guide of Jazz on CD. 6. Auflage. Penguin, London 2002, ISBN 0-14-051521-6.
- Leonard Feather, Ira Gitler: The Biographical Encyclopedia of Jazz. Oxford University Press, New York 1999, ISBN 0-19-532000-X.